# Michael Schuster (Jurist)
Michael Schuster (* 7. April 1767 in Prag, Königreich Böhmen; † 20. März 1834 ebenda) war ein böhmischer Jurist und Hochschullehrer.

## Leben
Michael Schuster war der Sohn des Hochschullehrers Josef Anton Schuster (1720–1797), der an der Universität Prag Natur- und Kriminalrecht gelehrt hatte. Nach dem Studium der Philosophie und Rechtswissenschaften wurde Michael Schuster am 14. Mai 1790 zum Dr.-phil. sowie zum Dr.-jur. promoviert. Nach bestandener Prüfung am böhmischen Appellationsgericht wirkte er als Advokat.  
Ab 1794 unterstützte er seinen Vater an dessen Lehrstuhltätigkeit. Am 26. September 1796 wurde er als Nachfolger des Joseph Groß (1723–1796) berufen und zugleich zum ordentlichen Professor des Römischen Rechts ernannt. 

## Besitzer der Nibelungenhandschriften
Als Advokat der Maria Walburga, Erbgräfin von Harrach-Lustenau-Hohenems, Enkelin des letzten regierenden Grafen von Hohenems,  Franz Wilhelm III. von Ems erhielt er von ihr im Jahr 1807 die Hohenems-Münchener Handschrift A zusammen mit der Donaueschinger Nibelungenhandschrift C geschenkt.
Die Handschrift A verkaufte er im Jahr 1810 an die königliche Hofbibliothek in München, heute Bayerische Staatsbibliothek. Dort wird sie seither unter der Signatur Cgm 34 verwahrt.
Die Handschrift „C“ verkaufte er während des Wiener Kongresses (1814 bis 1815) an einen Händler namens Frickert und verlangte 1000 Gulden dafür.

## Berufliche Laufbahn
1810 wurde er erster Inhaber des Lehrstuhls des österreichischen Bürgerlichen Rechts.
In den Jahren 1812/1813 und 1816/1817 war er Dekan der juristischen Fakultät und 1821/1822 Rektor der Universität Prag und im darauffolgenden Jahr Prorektor. Er wurde Senior der juristischen Fakultät und Beisitzer des Akademischen Senats.
Mit Dekret vom 3. September 1818 wurde er zum Regierungsrat ernannt.

## Familie
Michael Schuster war seit 1792 mit Anna, geb. Eckel, verheiratet; der Ehe entstammten zwei Töchter und zwei Söhne, die ebenfalls Juristen wurden:
- Edmund Schuster, promoviert 1817 an der Universität Prag;
- Heinrich Schuster, promoviert 1822 ebenda.

## Schriftstellerisches Wirken
Nach dem Erscheinen des Allgemeinen Bürgerlichen Gesetzbuches, widmete er sich ab 1811 dessen Kommentierung. 1819 erschien Über das Baurecht, Verbiethungsrecht, den Gebrauch und Nichtgebrauch der Dienstbaukeiten, dann über die einzelnen Gattungen, Ersitzung und Verjährung derselben, das 1829 ins Italienische mit dem Titel Del diritto di eriger fabbriche e del diritto di vietarle, dell’ uso e non uso delle servitù übersetzt wurde. Seine weiteren Abhandlungen erschienen unter anderem in der Fachzeitschrift Materialien für Gesetzkunde und Rechtspflege von Carl Joseph Pratobevera; überwiegend veröffentlichte er in der Zeitschrift für österreichische Rechtsgelehrsamkeit und politische Gesetzkunde, die von Vincenz August Wagner herausgegeben wurde.

## Mitgliedschaften
- Gesellschaft patriotische Kunstfreunde und in deren Ausschuss vertreten.
- Vaterländischen Museums in Böhmen.
- Vereins der Kunstfreunde für Kirchenmusik.
- Verein zur Ermunterung des Gewerbsgeistes in Böhmen.
- Ehrenmitglied des Vereins der böhmischen Sparkasse.

## Schriften (Auswahl)
- Theoretisch-praktischer Kommentar über das allgemeine bürgerliche Gesetzbuch für die gesammten deutschen Erbländer der Oesterreichischen Monarchie. 1818
- Über das Baurecht, Verbiethungsrecht, den Gebrauch und Nichtgebrauch der Dienstbaukeiten, dann über die einzelnen Gattungen, Ersitzung und Verjährung derselben. 1819.
- Ueber die von dem Eigenthümer vorgenommene Veräußerung einer Sache an zwey verschiedene Personen. Erschienen in Materialien für Gesetzkunde und Rechtspflege in den Oesterreichischen Staaten 6, 1822.
- Ueber den Begriff der Vormundschaft und Curatel. Erschienen in: Zeitschrift für österreichische Rechtsgelehrsamkeit und politische Gesetzkunde, 1828, Band. 1.
- Beyträge zur Hermeneutik des österreichischen Privatrechtes. Erschienen in: Zeitschrift für österreichische Rechtsgelehrsamkeit und politische Gesetzkunde, 1828, Band. 1–2.
- Grundlehre der Cessionen. Erschienen in: Zeitschrift für österreichische Rechtsgelehrsamkeit und politische Gesetzkunde, 1829, Band 2.
- Wie ist das Compensations-Recht geltend zu machen? Wien, Mösle’s Witwe 1830.
- Ist der Uebernehmer eines verpfändeten Grundstückes den Hypothekar-Gläubigern persönlich, folglich mit seinem Vermögen verpflichtet? Wien, Mösle’s Witwe 1830.
- Gibt es dinglich-persönliche Sachenrechte? Erschienen in: Zeitschrift für österreichische Rechtsgelehrsamkeit und politische Gesetzkunde, 1831, Band 1.
- Prüfung einiger im von Zeiller’schen Commentare in Hinsicht eines vermachten Heirathsgutes und der Anrechnung desselben vorkommenden Ansichten. Zeitschrift für österreichische Rechtsgelehrsamkeit und politische Gesetzkunde, 1831, Band 2.
- Verjähren Mieth- und Pachtzinse in drey Jahren – und welches ist überhaupt der Sinn des § 1480. Zeitschrift für österreichische Rechtsgelehrsamkeit und politische Gesetzkunde, 1832, Band 1.
- Ueber den Begriff der verbrauchbaren und unverbrauchbaren Sachen. Zeitschrift für österreichische Rechtsgelehrsamkeit und politische Gesetzkunde, 1835, Band 1.
- Müssen wir unsere Sache von dem Besitzer mittelst der Eigenthumsklage verfolgen? Zeitschrift für österreichische Rechtsgelehrsamkeit und politische Gesetzkunde, 1835, Band 1.
- Ueber den Begriff der Gesammtsachen. Zeitschrift für österreichische Rechtsgelehrsamkeit und politische Gesetzkunde, 1835, Band 1.